# Левада, Александр Степанович
Александр Степанович Лева́да (укр. Олекса́ндр Степа́нович Лева́да, настоящая фамилия — Ко́сак укр. Косак; 1909—1995) — советский и украинский писатель, поэт, очеркист, памфлетист, драматург и сценарист.

## Биография
Родился 13 (26 ноября) 1909 года в селе Кривчунка (ныне Жашковский район Черкасской области Украины) в семье сельского учителя, погибшего в годы Первой мировой войны. Украинец. В 1930—1932 годах обучался в аграрном техникуме, затем служил в РККА.
Выпускник литературного факультета Винницкого педагогического института. Работал учителем, журналистом, выполнял общественную работу по комсомольской линии (в комсомол вступил в 1924 году). Член левой литературной группы Авангард. Одно время работал в Харькове ответственным секретарём «Литературной газеты», а после службы в армии — директором Винницкого музея М. М. Коцюбинского. В 1937 году был обвинён в контрреволюционной деятельности и арестован, но вскоре за недостаточностью доказательств — освобождён.
Участник Великой Отечественной войны. Военный корреспондент газеты «Советский воин» и «Во славу Родины» Южного и 3-го Украинского фронтов. Член ВКП (б) с 1943 года. Окончил войну в Вене в 1945 году.
Литературное творчество писатель органично сочетал с активным участием в государственной и научной деятельности. Он возглавлял сценарную мастерскую на Киевской киностудии имени А. П. Довженко. В 1951—1953 годах работал заместителем министра кинематографии УССР, в 1953—1955 годах — заместителем министра культуры УССР, в 1966—1971 годах — первым заместителем председателя Госкино, был секретарём правления Союза писателей Украины и членом Союза кинематографистов Украины.
А. Левада был убеждённым коммунистом и больно воспринял распад советского государства и временный запрет коммунистической партии, как мог, боролся с теми, кто пытался очернить советскую действительность. Писал на эту тему полемические статьи, стихи, которые печатались в газетах «Коммунист» и «Товарищ». Потом вышла его очень смелая по тому времени книга «Чи був Іуда зрадником?» (Был ли Иуда предателем?).
Умер 16 декабря 1995 года. Похоронен в Киеве на Байковом кладбище.
Его приёмный сын Ю. А. Левада стал известным социологом и политологом, а дочь от второго брака — Леся Александровна — художником, членом Национального союза художников Украины.

## Творчество

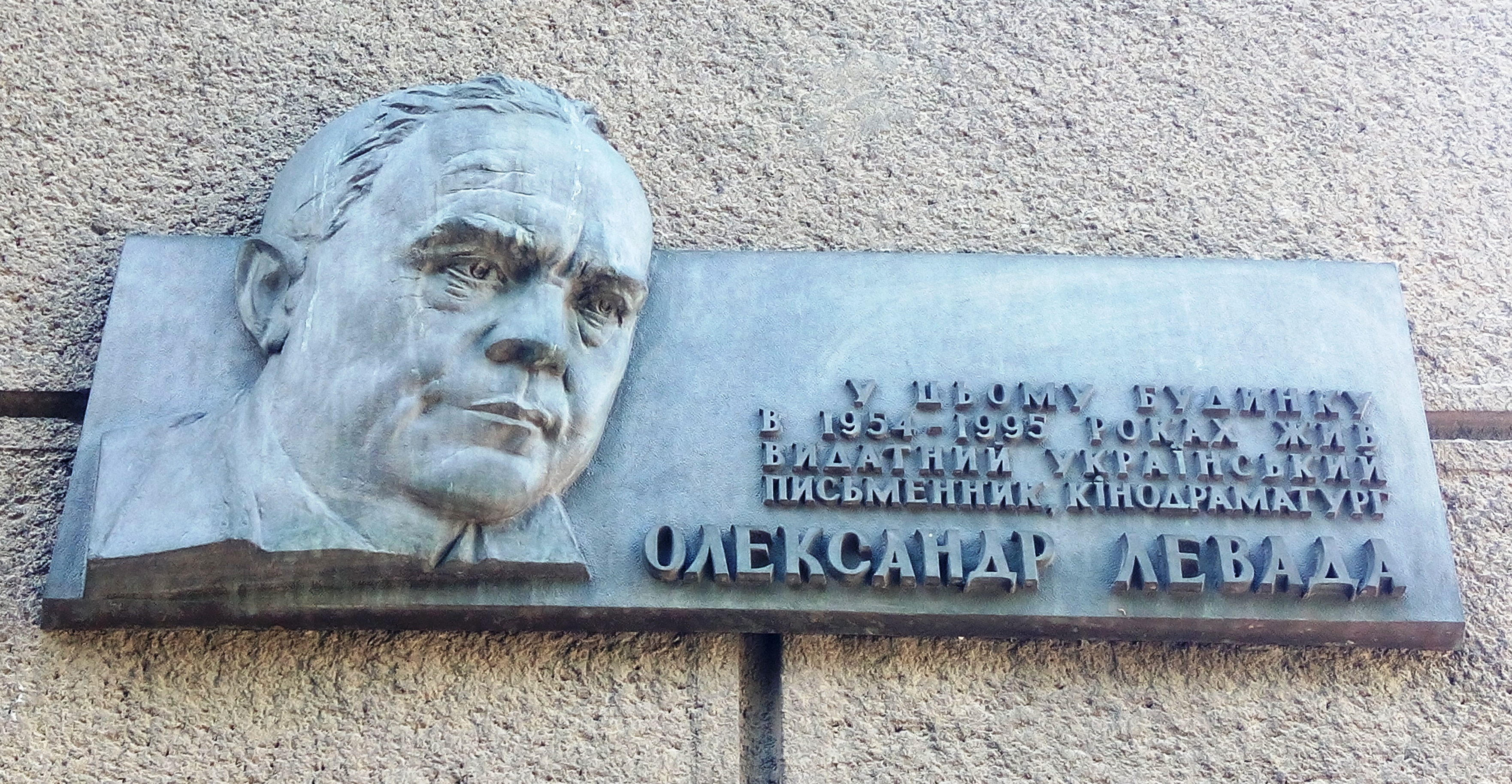
Мемориальная доска Александру Леваде на фасаде дома по улице Институтской 16 в Киеве

Печататься начал с 1925 года. В 1931 году опубликовал книгу очерков «Безбожники штурмуют Днепр» («Безвірники штурмують Дніпро»). Автор поэмы «Микола Чернишевський» (1939), сборников стихов «Поезії» (1941), «Березень— Жовтень» (1975), книг очерков и памфлетов «Плач полонянок» (1943), «Балканський щоденник» (1946), романа «Південний захід» (1948—1950, в соавторстве с И. Л. Ле).
Известен, главным образом, как драматург, автор комедий «Ой у полі нивка» (1941, в соавторстве с Л. Грохою), «Марія» (1952), «Серця і долари» (1956), ; драм «Родина штормов» (1936), «Камо» (1947), «Шлях на Україну» (1946), «Під зорями Балканськими» (1947), «Остання зустріч», «Здрастуй, Прип’ять!» (1973), «Перстень з діамантом» (1976); трагедий «Фауст і смерть» (1960), «Гроза над Гавайями» (1963); либретто оперы «Арсенал» Г. И. Майбороды (1960, в соавт. с А. С. Малышко).
Про сценариям А. С. Левады поставлены кинофильмы «Правда» (1957) (по одноимённой пьесе А. Е. Корнейчука), «Конец Чирвы-Козыря» (1958), «Українська рапсодія» (1958), «Эскадра уходит на запад» (1965, в соавт.), «Слово про Ванду Василевскую» (1965), «Берег надії» (1967), «Родина Коцюбинських» (1970).
По его пьесам созданы телефильмы: «Фауст і смерть» (1975), «Здрастуй, Прип’ять!» (1977), «Перстень з діамантом» (1978).
Драматические произведения и киносценарии А. С. Левады выходили на русском, украинском, армянском, молдавском, латвийском, узбекском языках, переводились также на польский, болгарский, чешский, словацкий.

## Награды и премии
- два ордена Ленина (24.11.1960, 4.11.1967)
- орден Октябрьской Революции
- орден Отечественной войны I степени (21.12.1945)
- два ордена Отечественной войны II степени (4.10.1944; 11.3.1985)
- орден Трудового Красного Знамени (23.11.1979)
- орден Красной Звезды (27.9.1943)
- медаль «За боевые заслуги» (12.3.1943)
- Государственная премия УССР имени Т. Г. Шевченко (1971) — за сценарий художественного фильма «Семья Коцюбинских» (1970) производства Киевской киностудии имени А. П. Довженко
- премия имени В. И. Ленина ЦК Компартии Украины (1995)
- нагрудный знак «За заслуги перед польской культурой»